# 地獄の争闘
『地獄の争闘』（じごくのそうとう）は、1934年（昭和9年）に日本で製作・公開されたサイレント映画である。製作・配給大都映画。

## スタッフ
- 監督 : 大江秀夫
- 原作・脚本 : 河合徳三郎
- 撮影 : 岩藤隆光

## キャスト
- 隼秀人
- 琴路美津子
- 琴糸路
- 横山文彦